# Resolució 2078 del Consell de Seguretat de les Nacions Unides
La Resolució 2078 del Consell de Seguretat de les Nacions Unides fou adoptada per unanimitat el 28 de novembre de 2012. El Consell va renovar fins l'1 de febrer de 2014 les mesures sobre les armes imposades per l'apartat 1 de la resolució 1807 (2008), renovar les sancions de transport i les mesures financeres i de viatge imposades per aquesta resolució.

## Observacions
En el preàmbul de la resolució, el Consell va reiterar la seva preocupació per la situació a l'est de la República Democràtica del Congo a causa de la rebel·lió del Moviment 23 de març. El Consell de Seguretat va condemnar la contínua violació de les resolucions 1533 (2004), 1807 (2008), 1857 (2009), 1896 (2009), 1952 (2010) i 2021 (2011). També va condemnar els abusos contra els drets humans i les violacions de drets humanitaris contra civils.

## Acte
Actuant en virtut del Capítol VII de la Carta de les Nacions Unides, el Consell va renovar l'embargament d'armes relatiu a la República Democràtica del Congo fins a l'1 de febrer de 2014, juntament amb les sancions de viatge, financeres i de transport. Mentrestant, es va demanar al Secretari General de les Nacions Unides Ban Ki-moon que prorrogués el mandat del grup d'experts establert en la resolució 1533 (2004) i renovada per resolucions posteriors fins l'1 de febrer de 2014. Es va demanar al grup que presentés al Consell un informe a mitjà termini abans del 28 de juny de 2013 i un informe final abans del 13 Desembre de 2013.
La Resolució va condemnar el Moviment 23 de març pels seus atacs contra la població civil i als mantenidors de la pau de MONUSCO i exigia als grups rebels a la zona (FDLR, LRA, milícies Mai-Mai, FNL i ADF) abandonar immediatament totes les formes de violència.